# Francisco de Paula Rodrigues Alves
Pour les articles homonymes, voir Francisco Rodrigues (homonymie), Rodrigues (homonymie), Rodrigues Alves et Alves (homonymie).
Francisco de Paula Rodrigues Alves, né le 7 juillet 1848 à Guaratinguetá et mort le 16 janvier 1919 à Rio de Janeiro, est un avocat et homme d'État brésilien. Il est président de la république des États-Unis du Brésil de 1902 à 1906, mais meurt sans pouvoir prendre ses fonctions pour un second mandat, qui aurait dû durer de 1918 à 1922.

## Biographie
Francisco de Paula Rodrigues Alves est né à Guaratinguetá, dans l'État de São Paulo. Il est diplômé de droit à São Paulo en 1870 par la Faculdade de Direito do Largo de São Francisco. Sa carrière publique commence comme membre du conseil de sa ville natale de 1866 à 1870. Il devient procureur en 1870 puis de 1872 à 1879, il est membre provincial de la Chambre des représentants. Toujours durant l'Empire, il est président de la province de São Paulo de 1887 à 1888. Après la proclamation de la République le 15 novembre 1889, il devient membre de l'Assemblée constituante puis de la Chambre des représentants entre 1891 et 1893. Il exerce la fonction de ministre des Finances de 1891 à 1892 et de 1894 à 1896.
Le 13 février 1902, il démissionne de son second mandat de président de la province de São Paulo pour se présenter à l'élection pour la présidence de la République qu'il remporte et est le cinquième président du Brésil de 1902 à 1906. Il se distingue comme planificateur urbain et responsable des finances publiques de l'État. Pendant son mandat, il contribue à remodeler Rio de Janeiro, alors capitale, un effort ponctué en 1904 par la révolte des vaccins. 
Il est élu pour un second mandat en 1918 mais il contracte la « grippe espagnole »  et meurt le 16 janvier 1919 sans avoir pu prendre ses fonctions. Delfim Moreira, vice-président, remplit les fonctions présidentielles à sa place.